# 12127 Mamiya
12127 Mamiya (1999 RD37) là một tiểu hành tinh vành đai chính được phát hiện ngày 9 tháng 9 năm 1999 bởi K. Watanabe ở Sapporo và was đặt tên theo an explorer thuộc Sakhalin, Mamiya Rinzō.